# Hegra (stacja kolejowa)
Hegra – stacja kolejowa w Hegra, w okręgu Trøndelag w Norwegii, jest oddalona od Trondheim o 42,20 km. Znajduje się na wysokości 18,2 m n.p.m.

## Ruch dalekobieżny
Leży na linii Meråkerbanen. Stacja przyjmuje dwie pary pociągów do Trondheim i szwedzkiej miejscowości Östersund.

## Obsługa pasażerów
Wiata, parking na 15 miejsc. Odprawa podróżnych odbywa się w pociągu.